# Sexmo

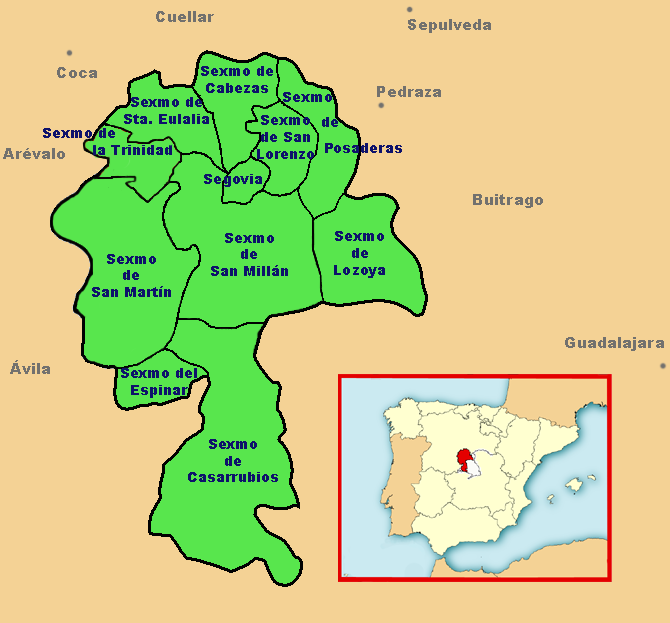
División en sexmos de la Comunidad de Ciudad y Tierra de Segovia

Un sexmo o sexma es una división administrativa castellana de origen medieval que generalmente comprende una parte del alfoz dependiente de una ciudad o villa. Es equivalente a los ochavos y a los cuartos según la comunidad de villa y tierra donde se aplicase.
Los sexmos son una división administrativa circunstancial que, en un principio, equivalían a la sexta parte de un territorio determinado, aunque posteriormente el número de sexmos pertenecientes a una determinada comunidad de aldeas o comunidad de villa y tierra podía aumentar o disminuir.
En cada sexmo hay un procurador de Tierra que recibe también los nombres de procurador común o sexmero. En el sexmo de villa, la localidad capital o cabeza se llama procurador síndico. En cada sexmo los labradores pecheros elegían al sexmero.
Todos estos procuradores o sexmeros eran los representantes y portadores de la voz de todas las aldeas, representándolos ante la ley. Aunque sus funciones fueron variando según el momento histórico, realizaban principalmente las siguientes actuaciones concejiles:
- Oficiales recaudadores de impuestos.
- Repartidores de terrenos concejiles.
- Administradores del patrimonio territorial del común de los vecinos.